# Japan Football League 1995
Die Japan Football League 1995 war die vierte Spielzeit der Japan Football League, einer Liga auf der zweiten Stufe der japanischen Fußball-Ligenhierarchie. An ihr nahmen insgesamt sechzehn Vereine teil.
Meister und Aufsteiger in die J. League 1996 wurde Fukuoka Blux, daneben schaffte auch der Zweitplatzierte Kyōto Purple Sanga den Sprung in den bezahlten Fußball. Es gab keine Absteiger in die Regionalliga.

## Modus
Die Mannschaften spielten ein einfaches Doppelrundenturnier, sodass jeder Verein insgesamt 30 Spiele absolvieren musste. Analog zum Modus der J. League 1995 gab es keine Unentschieden; bei Gleichstand nach 90 Minuten wurde die Spielzeit um zweimal fünfzehn Minuten verlängert, wobei die Golden-Goal-Regel zur Anwendung kam. Stand es danach immer noch unentschieden, wurde der Sieger des Spieles durch Elfmeterschießen bestimmt.
Nachdem in den beiden vergangenen Spielzeiten die Anzahl der gewonnenen Spiele ausschlaggebend waren, wurden nun erstmals Punkte verteilt. Für einen Sieg gab es drei Punkte, für eine Niederlage nach Elfmeterschießen einen Zähler. Die Tabelle wurde nach den folgenden Kriterien erstellt:
1. Anzahl der erzielten Punkte
2. Tordifferenz
3. Erzielte Tore
4. Ergebnisse der Spiele untereinander
5. Entscheidungsspiel oder Münzwurf

Die beiden besten Mannschaften stiegen in die J. League 1996 auf, sofern sie den Status eines sogenannten Associate Members der J. League hatten. Abhängig vom Aufstieg stiegen bis zu zwei Mannschaften in die entsprechende Regionalliga ab.

## Teilnehmer
Insgesamt nahmen sechzehn Mannschaften am Wettbewerb teil. Wie im Vorjahr stiegen hierbei zwei Mannschaften in die J. League 1995 auf; Cerezo Osaka und Kashiwa Reysol wurden als neue Mitglieder in die japanischen Profiliga aufgenommen.
Durch den Aufstieg von Cerezo und Kashiwa gab es keine Absteiger aus der Japan Football League 1994. Das Teilnehmerfeld wurde durch die beiden besten Mannschaften der Regionalligen-Finalrunde, Fukushima FC und Brummell Sendai ergänzt.
Vor Beginn der Saison änderten einige Vereine ihre Namen und teilweise auch ihre Heimatorte. Mit dem Ziel, den Aufstieg in die J. League zu schaffen, zogen Chūō Bōhan von Fujieda, Shizuoka nach Fukuoka, Fukuoka und Kawasaki Steel von Kurashiki, Okayama nach Kōbe, Hyōgo um, die neuen Namen dieser beiden Vereine, die zudem die sogenannte Associate Membership der J. League erhielten, waren Fukuoka Blux und Vissel Kōbe. Daneben benannte sich Kofu Soccer Club in Ventforet Kofu um.
| Verein                 | Stadt/Region         | Trägerbetrieb                  |
| ---------------------- | -------------------- | ------------------------------ |
| Brummell Sendai        | Sendai, Miyagi       | Tōhoku Denryoku                |
| Cosmo Oil Yokkaichi FC | Yokkaichi, Mie       | Cosmo Oil                      |
| Fujitsu                | Kawasaki, Kanagawa   | Fujitsu                        |
| Fukuoka Blux           | Fukuoka, Fukuoka     | —                              |
| Fukushima FC           | Fukushima, Fukushima | —                              |
| Honda Motors           | Hamamatsu, Shizuoka  | Honda                          |
| Kyōto Purple Sanga     | Kyōto, Kyōto         | —                              |
| NEC Yamagata           | Präfektur Yamagata   | NEC Corporation                |
| NTT Kantō              | Präfektur Saitama    | Nippon Telegraph and Telephone |
| Ōtsuka Pharmaceutical  | Tokushima, Tokushima | Ōtsuka Pharmaceutical          |
| Seinō Transportation   | Präfektur Gifu       | Seinō Transportation           |
| Tōkyō Gas              | Tokio                | Tōkyō Gas                      |
| Toshiba                | Kawasaki, Kanagawa   | Toshiba                        |
| Tosu Futures           | Tosu, Saga           | —                              |
| Ventforet Kofu         | Kofu, Yamanashi      | —                              |
| Vissel Kōbe            | Kōbe, Hyōgo          | —                              |

## Statistiken

### Abschlusstabelle
| Pl.                    | Verein                | Sp. | S  | U | N  | Tore    | Diff. | Punkte |
| ---------------------- | --------------------- | --- | -- | - | -- | ------- | ----- | ------ |
| 1.                     | Fukuoka Blux          | 30  | 24 | 0 | 6  | 083:250 | +58   | 72     |
| 2.                     | Kyōto Purple Sanga    | 30  | 23 | 1 | 6  | 074:380 | +36   | 70     |
| 3.                     | Tokyo Gas             | 30  | 20 | 1 | 9  | 066:350 | +31   | 61     |
| 4.                     | Tosu Futures          | 30  | 19 | 3 | 8  | 047:370 | +10   | 60     |
| 5.                     | Ōtsuka Pharmaceutical | 30  | 19 | 0 | 11 | 053:280 | +25   | 57     |
| 6.                     | Vissel Kōbe           | 30  | 18 | 1 | 11 | 053:360 | +17   | 55     |
| 7.                     | Honda Motors          | 30  | 16 | 1 | 13 | 058:420 | +16   | 49     |
| 8.                     | Toshiba               | 30  | 15 | 1 | 14 | 046:550 | −9    | 46     |
| 9.                     | Kofu Soccer Club      | 30  | 14 | 1 | 15 | 054:540 | ±0    | 43     |
| 10.                    | NEC Yamagata          | 30  | 13 | 2 | 15 | 045:470 | −2    | 41     |
| 11.                    | Cosmo Oil Yokkaichi   | 30  | 11 | 3 | 16 | 027:470 | −20   | 36     |
| 12.                    | Fujitsu               | 30  | 11 | 1 | 18 | 045:610 | −16   | 34     |
| 13.                    | Fukushima FC (N)      | 30  | 11 | 0 | 19 | 024:670 | −43   | 33     |
| 14.                    | NTT Kantō             | 30  | 9  | 4 | 17 | 034:630 | −29   | 31     |
| 15.                    | Brummell Sendai (N)   | 30  | 9  | 0 | 21 | 040:790 | −39   | 27     |
| 16.                    | Seinō Transportation  | 30  | 8  | 2 | 20 | 027:620 | −35   | 26     |
| Stand: Ende der Saison |                       |     |    |   |    |         |       |        |

|     | Aufstiegsberechtigte Vereine: Fukuoka Blux, Kyōto Purple Sanga, Tosu Futures, Vissel Kōbe |
|     | Aufstieg in die J. League 1996: Fukuoka Blux, Kyōto Purple Sanga                          |
| (N) | Aufsteiger aus der Regionalliga 1994: Fukushima FC, Brummell Sendai                       |